# Kanstancin Łukaszyk
Kanstancin Leanidawicz Łukaszyk (biał. Канстанцін Леанідавіч Лукашык; ur. 18 września 1975 w Grodnie) – białoruski strzelec sportowy. Jako reprezentant WNP złoty medalista olimpijski z Barcelony.
Specjalizuje się w strzelaniu z pistoletu. Brał udział w sześciu igrzyskach olimpijskich na przestrzeni dwudziestu lat (IO 92, IO 96, IO 00, IO 04, IO 08, IO 12). W debiucie, w wieku szesnastu lat, zdobył złoto w pistolecie dowolnym na dystansie 50 metrów. W 1998 był brązowym medalistą mistrzostw świata w pistolecie pneumatycznym na dystansie 10 metrów. W tej samej konkurencji był trzeci na mistrzostwach Europy w 1996. Jako junior zdobył złoto mistrzostw świata (p. dowolny, 50 m) oraz dwa złote medale mistrzostw Europy w 1991 (p. dowolny, 50 m; p. pneumatyczny 10 m) 